# 전자전달
전자전달(電子傳達, 영어: electron transfer)은 전자가 원자 또는 분자에서 다른 화합 물질로 재배치될 때 일어난다. 전자전달은 산화환원반응의 기계적인 설명으로, 반응물과 생성물의 산화수가 변화한다. 
수많은 생물학적 과정들은 전자전달 반응을 포함한다. 이러한 과정으로는 산소 결합, 광합성, 세포 호흡, 해독 등이 있다. 또한 에너지 전달 과정은 전달하는 분자들 사이의 거리가 작은 경우 그 전자 교환(서로 반대 방향으로 두 개의 전자가 동시에 전자전달됨)으로 공식화될 수 있다. 전자전달 반응은 일반적으로 전이 금속 착물을 포함하며, 유기화학에서 전자전달의 많은 예들이 있다.

## 같이 보기
- 전자 당량
- 전기화학 반응 메커니즘
- 용매화 전자